# Lespedezinae
Lespedezinae es una subtribu de plantas con flores perteneciente a la subfamilia Faboideae dentro de la familia Fabaceae. El género tipo es: Lespedeza Michx.

## Géneros
Según GRIN
- Campylotropis Bunge
- Kummerowia Schindl.
- Lespedeza Michx.

Según wikispecies
- Campylotropis - Kummerowia - Lespedeza - Neocollettia - Phylacium